# Hung I-Hsiang
Hung I-Hsiang (en chinois : 洪懿祥 ; pinyin : Hong Yixiang ; Wade : Hung I-Hsiang), né en 1925 et mort en 1993, était un très grand maître d'art martiaux chinois. Cet artiste martial taïwanais était spécialisé dans les styles internes chinois de Xing Yi Quan, Bagua Zhang et TaiJi Quan.
Quand il est décédé en juin 1993, le président de Taïwan, Li Tenghui, a pleuré le décès « d'un des trésors vivants de la Chine ». Maître Hung est depuis devenu un enseignant d'arts martiaux très célèbre car un grand nombre de ses étudiants ont exporté son enseignement et propagé son influence à travers l'Asie, l'Europe, les États-Unis...

## Biographie
Hung I-Hsiang est né en 1925 à Taïwan. Il a étudié avec Chang Chung-Feng (chinois : 張俊峰 ; pinyin : Zhang Junfeng) un maître d'arts internes chinois du nord de la Chine. Chang a introduit ces arts à Taïwan en 1948 quand il a déménagé à la suite de la prise de pouvoir par le parti communiste du continent chinois. Initialement, Chang a rencontré de la résistance des continentaux envers Taïwan qui s'opposaient à ce qu'il enseigne les secrets des arts martiaux internes à des Taïwanais tel que Hung.
Quand Chang commença à enseigner au nord de Taibei, son premier groupe d'étudiants incluait les trois frères Hung : Hung I-Hsiang, Hung I-Wen (chinois : 洪懿文) and Hong I-Mien (chinois : 洪懿棉). Il était dit que Hung I-Hsiang était le spécialiste du Xing Yi Quan (形意拳) et Hung I-Wen le spécialiste du TaiJi Quan (chinois : 太极拳).
Après avoir étudié avec Chang pendant plusieurs années, Hung dirigea les cours pour celui-ci. Parce que les arts martiaux internes étaient alors très nouveaux à Taïwan, beaucoup de personnes curieuses voulaient venir pour tester les talents de Chang Chung-Feng. Hung disait qu'il l'a souvent envoyé pour montrer aux visiteurs ce qu'étaient les arts internes. Beaucoup d'artistes martiaux de Taïwan se souviennent de Hung comme d'une personne qui a participé à de nombreux combats, à la fois à l'intérieur et à l'extérieur des studios d'arts martiaux.
Dans le milieu des années 1960, Hung I-Hsiang a ouvert sa propre école sous le nom de Tang Shou Tao (chinois : 唐手道).
Le programme d'entraînement en arts internes de Hung I-Hsiang comprenait le xingyi quan, baguazhang et Tai-chi style Wu/Hao, kung-fu Shaolin et Qigong. Il prétendait que les étudiants apprennent kung-fu Shaolin quand ils étaient très jeunes, progressant vers le xingyi quan pour apprendre comment développer la puissance (énergie) interne, puis évoluaient vers le Bagua Zhang et le TaiJi Quan pour comprendre comment affiner l'énergie.
C'est également la séquence d'enseignement utilisé par le professeur de Hung, Chang Chun-Feng. Hung croyait que, en pratiquant les cinq éléments du Xing Yi Quan comme une introduction aux arts martiaux internes, l'étudiant peut comprendre de manière claire la façon dont le corps devrait être entraîné pour se mouvoir (se déplacer ou progresser) dans les styles internes. Si l'étudiant débute par le Tai-chi-chuan, il lui est très difficile de développer et de comprendre l'énergie interne (puissance).